# Khaled Gourmi
Khaled Gourmi (ur. 16 kwietnia 1986 w Paryżu) – algierski piłkarz występujący na pozycji pomocnika.

## Kariera klubowa
W 2006 roku Gourmi przeszedł z zespołu U-21 Royalu Charleroi do włoskiego Nuorese (Serie C2). W jego barwach nie rozegrał jednak żadnego spotkania. W 2007 roku odszedł do szwajcarskiego FC Baulmes, grającego w trzeciej lidze. Na sezon 2008/2009 został stamtąd wypożyczony do drugoligowego Yverdon-Sport FC. Po sezonie dołączył do tego klubu na zasadzie transferu definitywnego.
We wrześniu 2009 został wypożyczony do pierwszoligowego BSC Young Boys. W Swiss Super League zadebiutował 4 października 2009 w wygranym 4:0 meczu z FC Aarau. W lutym 2010 wrócił do Yverdonu.
W 2011 roku został zawodnikiem algierskiego klubu ES Sétif, z którym zdobył dwa mistrzostwa Algierii (2012, 2013) oraz Puchar Algierii (2012). W 2014 roku odszedł do MC Algier, z którym również wywalczył Puchar Algierii (2016). Następnie grał w katarskim klubie Al Shahaniya SC, po czym powrócił do MC Algier i w sezonie 2016/2017 zajął z nim 3. miejsce w lidze algierskiej.
W listopadzie 2017 po raz kolejny przeszedł do Yverdon-Sport FC (III liga), w którym występował do końca sezonu 2017/2018. Potem grał już tylko na szczeblu amatorskim, we francuskich drużynach FC Saint-Leu-la-Forêt, Conflans FC oraz Cergy-Pontoise FC.

## Kariera reprezentacyjna
W reprezentacji Algierii Gourmi wystąpił jeden raz, 25 maja 2013 w wygranym 1:0 towarzyskim meczu z Mauretanią.